# 襄州区
襄州区是中国湖北省襄阳市所辖的一个市辖区，原名襄阳区，2010年12月改为现名。总面积2576平方公里，常住人口約77万人，区人民政府駐肖灣街道航空路187號。

## 行政区划
襄州区下辖4个街道办事处、13个镇：
张湾街道、刘集街道、肖湾街道、六两河街道、龙王镇、石桥镇、黄集镇、伙牌镇、古驿镇、朱集镇、程河镇、双沟镇、张家集镇、黄龙镇、峪山镇、东津镇、米庄镇和襄北农场。

## 人口
根據第七次人口普查數據，截至2020年11月1日零時，襄州區常住人口766561人。
2004年，全区总人口105万人。

## 交通
- 316国道过境。
- 汉十高速铁路、郑渝高速铁路：襄阳东津站